# Afrikanische Nationenmeisterschaft 2023/Qualifikation
Die Qualifikation zum Afrikanische Nationenmeisterschaft 2023 fand vom 22. Juli bis 2. September 2022 statt. Die Marokkanische Fußballnationalmannschaft sowie die Libysche Fußballnationalmannschaft waren automatisch qualifiziert, da sie die einzigen Teilnehmer aus der Spielregion Nord waren. Die Algerische Fußballnationalmannschaft ist als Gastgeber ebenfalls gesetzt.

## Modus
Die Qualifikation fand im Hin-und-Rückspiel-Modus innerhalb der einzelnen Zonen der Confédération Africaine de Football (CAF), teilweise über mehrere Runden, statt. Die Auswärtstorregel kam hierbei zum Einsatz. Bei Gleichstand wurde sofort eine Entscheidung per Elfmeterschießen gesucht. Es gab keine Verlängerung.

## West-Zone A

### Erste Runde
Die Hinspiele fanden zwischen dem 22. und 24. Juli, die Rückspiele zwischen dem 29. und 31. Juli 2022 stat.
|              | Gesamt          |               | Hinspiel | Rückspiel |
| ------------ | --------------- | ------------- | -------- | --------- |
| Liberia      | 2:4             | Senegal       | 0:3      | 2:1       |
| Sierra Leone | 3:2             | Kap Verde     | 2:0      | 1:2       |
| Gambia       | 1:1 (3:5 i. E.) | Guinea-Bissau | 1:0      | 0:1       |

### Zweite Runde
Die Hinspiele fanden zwischen dem 26. und 28. August, die Rückspiele zwischen dem 2. und 4. September 2022 statt. Die Sieger qualifizierten sich für die Nationenmeisterschaft 2023.
|               | Gesamt          |             | Hinspiel | Rückspiel |
| ------------- | --------------- | ----------- | -------- | --------- |
| Senegal       | 1:1 (5:3 i. E.) | Guinea      | 1:0      | 0:1       |
| Sierra Leone  | 1:4             | Mali        | 1:2      | 0:2       |
| Guinea-Bissau | 0:2             | Mauretanien | 0:1      | 0:1       |

## West-Zone B

### Erste Runde
Die Hinspiele fanden zwischen dem 22. und 24. Juli, die Rückspiele zwischen dem 29. und 31. Juli 2022 statt.
|       | Gesamt |       | Hinspiel | Rückspiel |
| ----- | ------ | ----- | -------- | --------- |
| Ghana | 4:0    | Benin | 3:0      | 1:0       |

### Zweite Runde
Die Hinspiele fanden zwischen dem 26. und 28. August, die Rückspiele zwischen dem 2. und 4. September 2022 statt. Die Sieger qualifizierten sich für die Nationenmeisterschaft 2023.
|                | Gesamt          |              | Hinspiel | Rückspiel |
| -------------- | --------------- | ------------ | -------- | --------- |
| Elfenbeinküste | 0:0 (5:3 i. E.) | Burkina Faso | 0:0      | 0:0       |
| Togo           | 2:3             | Niger        | 1:0      | 1:3       |
| Ghana          | 2:2 (5:4 i. E.) | Nigeria      | 2:0      | 0:2       |

## Zentral-Zone
Die Hinspiele fanden zwischen dem 26. und 28. August, die Rückspiele zwischen dem 2. und 4. September 2022 statt. Die Sieger qualifizierten sich für die Nationenmeisterschaft 2023.
|                              | Gesamt    |                              | Hinspiel | Rückspiel |
| ---------------------------- | --------- | ---------------------------- | -------- | --------- |
| Zentralafrikanische Republik | (a)2:2(a) | Republik Kongo               | 2:1      | 0:1       |
| Äquatorialguinea             | 1:2       | Kamerun                      | 1:0      | 0:2       |
| Tschad                       | 1:7       | Demokratische Republik Kongo | 1:2      | 0:5       |

## Zentral-Osten-Zone

### Erste Runde
Die Hinspiele fanden zwischen dem 22. und 24. Juli, die Rückspiele zwischen dem 29. und 31. Juli 2022 statt.
|           | Gesamt          |           | Hinspiel | Rückspiel |
| --------- | --------------- | --------- | -------- | --------- |
| Äthiopien | 5:0             | Südsudan  | 0:0      | 5:0       |
| Somalia   | 1:3             | Tansania  | 0:1      | 1:2       |
| Burundi   | 3:3 (2:4 i. E.) | Dschibuti | 2:1      | 1:2       |

### Zweite Runde
Die Hinspiele fanden zwischen dem 26. und 28. August, die Rückspiele zwischen dem 2. und 4. September 2022 statt. Die Sieger qualifizierten sich für die Nationenmeisterschaft 2023.
|           | Gesamt |        | Hinspiel | Rückspiel |
| --------- | ------ | ------ | -------- | --------- |
| Äthiopien | 1:0    | Ruanda | 0:0      | 1:0       |
| Tansania  | 0:4    | Uganda | 0:1      | 0:3       |
| Dschibuti | 3:7    | Sudan  | 1:4      | 2:3       |

## Süd-Zone

### Erste Runde
Die Hinspiele fanden zwischen dem 22. und 24. Juli, die Rückspiele zwischen dem 29. und 31. Juli 2022 statt.
|            | Gesamt    |            | Hinspiel | Rückspiel |
| ---------- | --------- | ---------- | -------- | --------- |
| Mauritius  | 0:3       | Angola     | 0:2      | 0:1       |
| Komoren    | 0:1       | Südafrika  | 0:1      | 0:0       |
| Botswana   | (a)2:2(a) | Eswatini   | 0:0      | 2:2       |
| Seychellen | 0:4       | Madagaskar | 0:1      | 0:3       |
| Malawi     | -:-       | Simbabwe*  | -:-      | -:-       |
| Mosambik   | 1:0       | Sambia     | 0:0      | 1:0       |

*Aufgrund des FIFA-Ausschlusses von Simbabwe, ist die Mannschaft nicht mehr teilnahmeberechtigt gewesen

### Zweite Runde
Die Hinspiele fanden zwischen dem 26. und 28. August, die Rückspiele zwischen dem 2. und 4. September 2022 statt. Die Sieger qualifizierten sich für die Nationenmeisterschaft 2023.
|          | Gesamt    |            | Hinspiel | Rückspiel |
| -------- | --------- | ---------- | -------- | --------- |
| Angola   | 6:1       | Südafrika  | 2:0      | 4:1       |
| Botswana | 1:2       | Madagaskar | 0:1      | 1:1       |
| Malawi   | (a)1:1(a) | Mosambik   | 1:1      | 0:0       |